# Jorge Newbury Lufthavn
Jorge Newbury Lufthavn (spansk: Aeroparque Jorge Newbery) (IATA: AEP, ICAO: SABE) er en international lufthavn i Argentinas hovedstad Buenos Aires. Lufthavnen ligger i et tætbefolket område i bydelen Palermo på bredden af floden Rio de la Plata, ca. 2 km nordvest for Buenos Aires' centrum. Den fungerer som det vigtigste knudepunkt for indenrigsflyvninger i Argentina og sydamerikanske destinationer.